# Onthophagus riparius
Onthophagus riparius là một loài bọ cánh cứng trong họ Bọ hung (Scarabaeidae).